# Finvenkismo
El finvenkismo es una corriente humanista del esperanto ligada a la Fina Venko (literalmente, "la victoria final"), término que representa la idea de que en el futuro esta podrá usarse como lengua neutral internacional a gran escala, y cada vez más gente tendrá el esperanto como su segundo idioma, basándose en que esto conllevaría muchas ventajas en todo tipo de campos: en una mayor comprensión y apreciación de nuestras diferencias, en democracia lingüística, como herramienta pedagógica, para una mayor igualdad social y de oportunidades, para que se pueda generar un acceso a la cultura y desarrollo del conocimiento mucho mayor del actual, etc. Un finvenkista es, por tanto, un esperantista que espera y/o que trabaja para lograr este cambio social.

## Maneras de alcanzar la Fina Venko
Entre los esperantistas se cree que existen 2 maneras principales de alcanzar la Fina Venko. La primera es por medio del trabajo individual de las personas, es decir, por medio de los ciudadanos y los colectivos. La otra manera es por medios gubernamentales, por ejemplo por medio de leyes que permitan enseñar el esperanto en los colegios. La primera es llamada desubismo (que se entiende como "de abajo hacia arriba") y la otra como desuprismo (de arriba hacia abajo).
El creador de la base del idioma, Zamenhof, en una declamación de 1910 expresó su opinión al respecto diciendo "Es más probable que nuestra causa sea alcanzada por el primer camino (desubismo), debido a que, como nosotros, los gobiernos ordinariamente vienen con su ayuda solamente cuando todo ya está totalmente listo.". Objetivamente, se puede afirmar que la historia demuestra que es necesario el empleo de ambas.

## Raŭmismo
Contrariamente al finvenkismo, el raŭmismo es una filosofía de beneficio personal para el momento actual. Es decir, un raŭmista es alguien que disfruta de las ventajas del esperanto en la actualidad, y que no trabaja para expandirlo o no lo propaga.

## La Fina Venko como nuevo concepto
A algunas personas que aprenden por primera vez este término, puede sonarles un poco extraño eso de "Victoria Final". Hay algunos que incluso han propuesto el término paralelo "Fina Sukceso" (éxito final). Sin embargo, Fina Venko es el único término que realmente se utiliza, en parte por costumbre y en parte por economía lingüística. Además, es muy sencillo de entender su normalidad para los hablantes de esperanto: es un término que hay que pensar, no traducir literalmente. Si hubiera que traducirlo correctamente, una opción podría tal vez ser "cambio final".